# دوپیایا
دوپیایا (به صربی: Dupljaja) یک منطقهٔ مسکونی در صربستان است که در Bela Crkva municipality واقع شده‌است. دوپیایا ۹۹۶ نفر جمعیت دارد و ۷۶ متر بالاتر از سطح دریا واقع شده‌است.